# ATP Firenze 1980
L'ATP Firenze 1980 è stato un torneo di tennis giocato sulla terra rossa. È stata l'8ª edizione dell'ATP Firenze che fa parte del Volvo Grand Prix 1980. Si è giocato a Firenze in Italia dal 12 al 18 maggio 1980.

## Campioni

### Singolare
Adriano Panatta ha battuto in finale  Raúl Ramírez con il punteggio di 6–2, 2–6, 6–4

### Doppio
Gene Mayer /  Raúl Ramírez hanno battuto in finale  Paolo Bertolucci /  Adriano Panatta con il punteggio di 6–1, 6–4